# Viola elegantula
Viola elegantula Schott – gatunek roślin z rodziny fiołkowatych (Violaceae). Występuje endemicznie naturalnie w Serbii i Albanii. 

## Morfologia
PokrójBylina dorastająca do 50 cm wysokości, tworzy kłącza.
LiścieBlaszka liściowa ma kształt od lancetowatego do owalnie lanetowatego. Mierzy 2–7 cm długości oraz 1,5–2,5 cm szerokości, jest niemal całobrzega lub ząbkowana na brzegu, ma nasadę od sercowatej do ściętej i ostry wierzchołek. Ogonek liściowy jest nagi i ma 15–40 mm długości. Przylistki są lancetowate lub owalne i osiągają 20–55 mm długości.
KwiatyPojedyncze, wyrastające z kątów pędów. Mają działki kielicha o lancetowatym kształcie i dorastające do 10–14 mm długości. Płatki są odwrotnie jajowate, mają purpurową barwę oraz 18 mm długości, dolny płatek jest odwrotnie jajowaty, mierzy 20 mm długości, posiada zielonkawą ostrogę.
OwoceTorebki o podługowatym kształcie.

## Biologia i ekologia
Rośnie na łąkach. 